# Mario Golf: World Tour
Mario Golf: World Tour è un videogioco sportivo, uscito nel maggio 2014 in tutto il mondo, per Nintendo 3DS e Nintendo 2DS, sviluppato da Camelot e pubblicato da Nintendo. Il gioco rappresenta l'ottavo capitolo della serie Mario Golf, ed è uscito circa 9 anni dopo il suo predecessore, Mario Golf: Advance Tour, commercializzato per Game Boy Advance.
Il gioco è stato annunciato per la prima volta durante il Nintendo Direct del 14 febbraio 2013 da Satoru Iwata.

## Personaggi
I personaggi giocabili nel gioco sono in totale 21; eccoli qui sotto elencati (in sfondo grigio i personaggi sbloccabili e su sfondo rosso chiaro i personaggi scaricabili tramite DLC):
| Personaggio  | Tipo di tiro | Lunghezza del tiro |
| ------------ | ------------ | ------------------ |
| Mario        | Dritto       | 197 m              |
| Luigi        | Smorzato     | 188 m              |
| Peach        | Dritto       | 183 m              |
| Yoshi        | Dritto       | 190 m              |
| Daisy        | Curvo        | 195 m              |
| Donkey Kong  | Curvo        | 198 m              |
| Bowser       | Smorzato     | 201 m              |
| Wario        | Smorzato     | 191 m              |
| Waluigi      | Curvo        | 190 m              |
| Boo          | Curvo        | 191 m              |
| Bowser Jr.   | Dritto       | 192 m              |
| Diddy Kong   | Curvo        | 193 m              |
| Toad         | Curvo        | 186 m              |
| Kamek        | Smorzato     | 196 m              |
| Paratroopa   | Dritto       | 189 m              |
| Strutzi      | Smorzato     | 194 m              |
| Mii          | Dritto       | 192 m              |
| Mario Dorato | Dritto       | 197 m              |
| Toadette     | Dritto       | 181 m              |
| Ruboniglio   | Curvo        | 195 m              |
| Rosalinda    | Smorzato     | 199 m              |